# 大姆雷尼夫齊
50°7′17″N 25°41′5″E / 50.12139°N 25.68472°E
大姆雷尼夫齊（烏克蘭語：Великі Млинівці）是烏克蘭的村落，位於該國西部捷爾諾波爾州，由克列梅涅茨區負責管轄，始建於1482年，面積1.58平方公里，人口1,200，人口密度每平方公里743人。